# Calam Lynch
Calam Fynbar Lynch (Warwickshire, 7 november 1994) is een Brits televisie- en filmacteur.

## Biografie
Calam Lynch werd geboren als de zoon van de Ierse acteurs Niamh Cusack en Finbar Lynch en groeide op in Mottram St Andrew, terwijl zijn ouders in Manchester werkten. Tot aan zijn negentiende was hij vooral bezig met voetbal en hij raakte door zijn neef Max Irons geïnspireerd om ook te gaan acteren. Lynch studeerde klassieke talen aan Somerville College van de Universiteit van Oxford en tijdens zijn studietijd speelde hij mee in diverse toneelstukken. De eerste film waar hij een rol in had was Dunkirk.